# 斯托克斯陨击坑
斯托克斯陨击坑（Stokes）是火星刻布壬尼亚区的一座撞击坑，其中心坐标位于北纬55.9度、西经188.8度处，直径62.74公里（14.29英里）。该特征取名自爱尔兰裔英国数学家暨物理学家乔治·加布里埃尔·斯托克斯爵士(1819年-1903年），1973年被国际天文联合会行星系统命名工作组批准接受。
该陨坑的独特之处在于坑内由强风所形成的深色沙丘。2010年7月发布的研究表明，它是北部低地至少九座含有水合矿物的陨坑之一。这些水合矿物是粘土矿物，也称为页硅酸盐。